# پایسن
پایسن (به آلمانی: Peissen) یک شهر در آلمان است که در اشتاینبورگ واقع شده‌است. پایسن ۳۰۴ نفر جمعیت دارد.